# Rommelpot (tijdschrift)
Rommelpot was een Belgisch Nederlandstalig satirisch anti-repressieweekblad uit de naoorlogse jaren. Het tijdschrift was omstreden omwille van zijn staatsvijandige (= anti-Belgische) houding. Het werd als "flamingantisch, ultra-rechts, oerkatholiek" etc. bestempeld.

## Geschiedenis
Het tijdschrift bestond van 26 december 1945 tot 24 december 1949 en werd uitgegeven door de naamloze vennootschap Ontspanningslectuur. De titel verwees naar een hekeldicht van Joost van den Vondel: Rommelpot van 't Hanekot. Het verdedigde achtereenvolgens de Groot-Nederlandse en de federalistische gedachte. Auteurs en tekenaars publiceerden bijna uitsluitend onder pseudoniemen, omdat kritiek uitoefenen op de repressie niet ongevaarlijk kon zijn, terwijl ze tevens meestal schrijfverbod hadden opgelopen. Het blad behaalde een oplage van meer dan 10.000 exemplaren. De eerste verantwoordelijke uitgever was Martha Dolfyn. Ze werd in 1948 opgevolgd door R. Pairon.
Het blad ageerde tegen de repressiewetten en verspreidde de mening dat niet zozeer de collaboratie dan wel de Vlaamsgezindheid werd vervolgd. Het pleitte voor vergevingsgezindheid en voor een soepele toepassing van de wet Lejeune inzake vervroegde vrijlating. Er werd geprotesteerd tegen de dynamitering van de IJzertoren en tegen de taaltoestanden in Vlaanderen en in Brussel.
In afleveringen publiceerde Rommelpot het Zwartboek der Zwarten, een verzameling van getuigenverslagen die misdaden van de repressie aan het licht bracht.
Bij de verkiezingen van 26 juni 1949 was Rommelpot gangmaker van de Vlaams-nationalistische partij Vlaamse Concentratie. De Vlaamse Concentratie lukte niet, de invloed van Rommelpot verminderde en eind 1949 werd de publicatie stopgezet.
Na enkele tijd steeg het protest tegen het blad, onder meer vanuit verenigingen die het Verzet vertegenwoordigden. De verkoop aan stations werd verboden, huiszoekingen vonden plaats en enkele nummers werden in beslag genomen. 
In de herfst van 1947 begon in Antwerpen een proces tegen Daniël Merlevede en Leona Braeken (drukster van het blad). De beschuldigingen luidden: uitoefening van een negatieve invloed op het leger in oorlogstijd, uitgeven van een weekblad zonder exacte gegevens van namen en adressen. Op 16 december 1948 werd het blad veroordeeld tot een voorwaardelijke boete, maar in 1949 vrijgesproken. 
In de nacht van 14 op 15 juni 1947 vond er een bomaanslag plaats tegen het weekblad.
In 1949 publiceerde Rommelpot het gedicht 'Borms'. Dit gedicht van de hand van Willem Elsschot was zowel een hommage aan de op 12 april 1946 ter dood gebrachte August Borms, als een aanklacht tegen wat werd gezien als het wraaklustig België en tegen de lafheid van de Katholieke Kerk. Alhoewel Elsschot zich tijdens de oorlog afzijdig hield van iedere vorm van medewerking met de Duitse bezetter, waagde hij het in 1946 niet om zijn gedicht te openbaren. Hij bezorgde het aan Rommelpot, die het haast drie jaar later, op 9 april 1949, publiceerde.

## Medewerkers
Het blad was een initiatief van Daniël Merlevede, die de redactionele leiding op zich nam.
Naast hem, waren er de overige stichters die publiceerden: Edgar Boonen, Lode Rijckeboer (Romulus Pot, later als Lods schrijver van cursiefjes in De Standaard), Remi Piryns, Arthur de Bruyne (vele jaren medewerker aan het Pallieterke onder het pseudoniem EDV) en Renaat Joostens (Decanus) alias de dichter Albe. 
Andere auteurs waren onder meer: Valère Depauw (Piet Canneel), Ernest Claes (G. Van Hasselt), Leo Elaut, Luc Vandeweghe (later onder pseudoniem E. Troch medewerker en hoofdredacteur van De Standaard), Leo Vandeweghe, Willy van Hille, Max Lamberty (zoals blijkt uit zijn biografie, geschreven door zijn echtgenote Fanny Leys), Alexander Evrard (als Klaroen, en Witte Kaproen).